# Carrières-sur-Seine
Carrières-sur-Seine är en kommun i departementet Yvelines i regionen Île-de-France i norra Frankrike. Kommunen ligger i kantonen Houilles som tillhör arrondissementet Saint-Germain-en-Laye. År 2022 hade Carrières-sur-Seine 15 002 invånare.

## Befolkningsutveckling
Antalet invånare i kommunen Carrières-sur-Seine
| Referens: INSEE |